# باشگاه فوتبال کاشیوا ریسول
کاشیوا ریسول (به ژاپنی: 柏レイソル) یک باشگاه فوتبال در شهر کاشیوا، چیبا در کشور ژاپن می‌باشد که در جی لیگ بازی می‌کند.
این باشگاه در سال ۱۹۴۰ تأسیس شده‌است و سابقهٔ قهرمانی در جی‌لیگ را دارد. کاشیوا ریسول همچنین یک بار به مقام قهرمانی در جام جی‌لیگ رسیده‌است.
کاشیوا ریسول در لیگ قهرمانان آسیا ۲۰۱۲ اولین حضور خود را در مسابقات لیگ قهرمانان آسیا تجربه کرد.

## بازیکنان برجسته
- سزار سامپایو
- مولر
- کاره‌کا
- ادیلسون
- دودو سیارانس
- هومبرلیتو بورگاس
- آنتونیو کارلوس زاگو
- ریکاردو آلکساندر دوس سانتوس
- پائولو جاملی
- نلسون لوئیز کرچنر
- والدیر بندیتو
- هریستو استویچکوف
- سیدو دومبیا
- ایور پالاسیوس
- پاول بادئا